# Baptistère de Crémone
Le baptistère de Crémone   (Battistero di San Giovanni Battista) (Crémone, Lombardie, Italie) est situé côté sud de la piazza del Duomo. Son architecture est romane et gothique.

## Historique

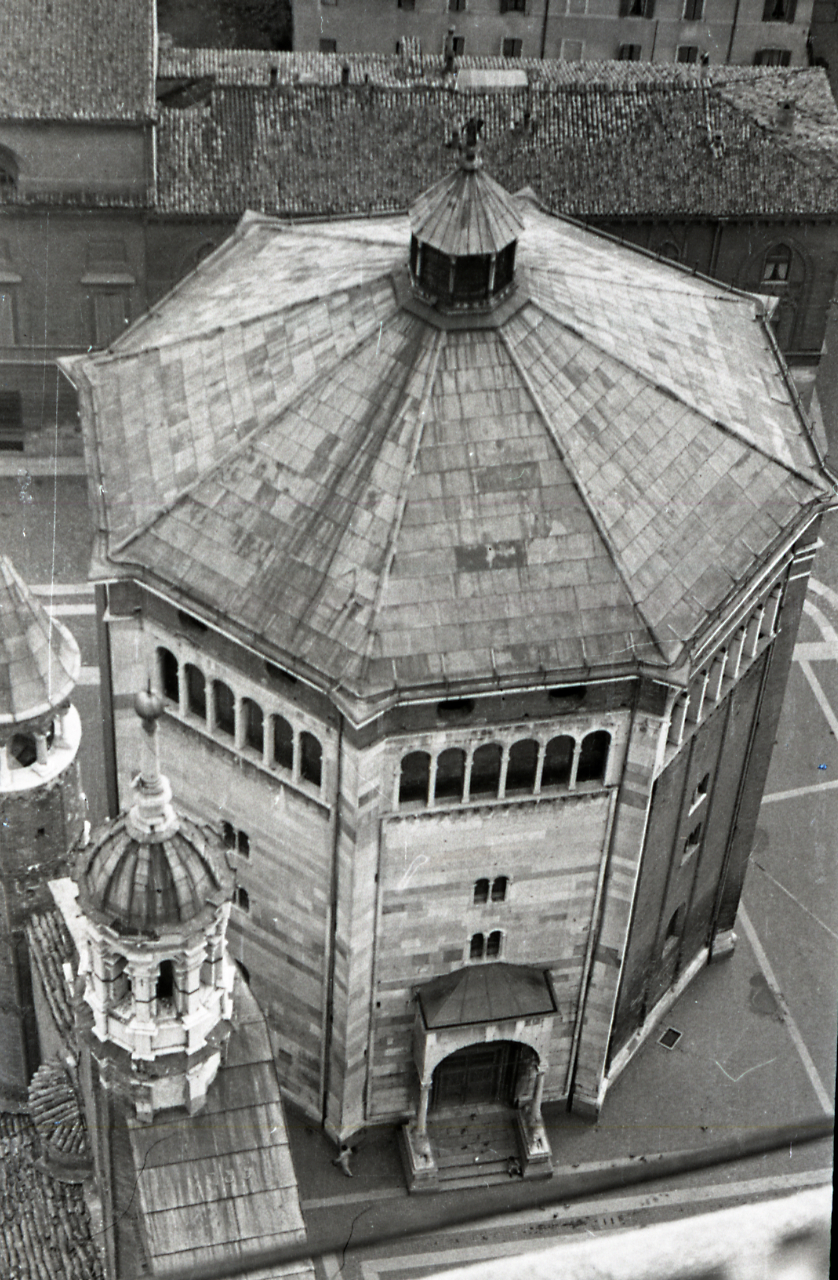
Photo par Paolo Monti

Le baptistère de Crémone est un édifice de forme octogonale, de couleur rosée mesurant 34 m de haut et 20,50 m de diamètre. Son sommet est flanqué d'une lanterne. 
Sa construction a débuté en 1167  et a été réalisée en maçonnerie de briquettes rouges (laterizi). 
En 1370 on a déposé près de la voûte la statue en bronze de l'archange Gabriel.
Sa voûte à coupole anticipa de près de deux siècles la fameuse coupole de la cathédrale Santa Maria del Fiore.
C'est pendant la Renaissance, après diverses interventions que l'édifice a revêtu l'aspect actuel.
Il semble qu'au XVe siècle il était relié à la cathédrale par un portique et était entouré d'échoppes.

## Extérieur
L'édifice avait à l'origine trois portes, mais celles situées au sud et à l'est furent obturées en 1592. Seule reste la porte nord donnant sur la place. Elle est composée d'un portique avec deux lions, semblable à celui du Duomo.
Son toit est en marbre reprenant à divers endroits l'aspect de la façade du Dôme, les autres étant en briques rouges. Sur la partie supérieure se trouve une galerie ornée de petits arcs typiquement romans reprenant certains éléments de la toute proche cathédrale.
Sur le côté sud sont murées les unités de mesure locales de 1388.

## Intérieur

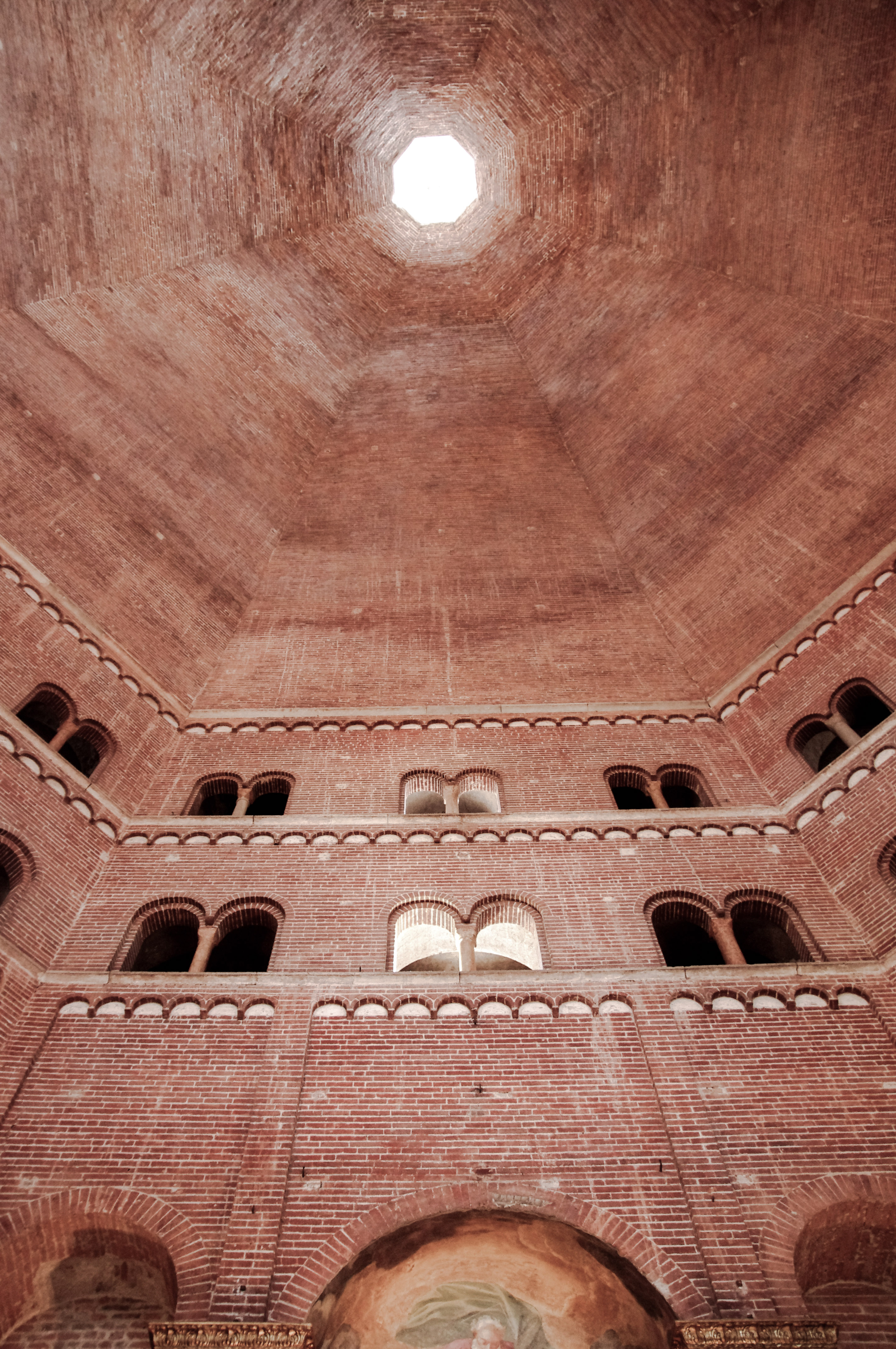
L'intérieur et la coupole.

L'intérieur, construit en briquettes roses, est en forme de coupole gothique. Il est éclairé par une lucarne de toit et une enfilade de fenêtres ouvertes, les autres fenêtres sur deux étages étant aveugles. 
Deux colonnes sont adossées à chaque paroi et constituent la seule décoration ; au-dessus tout autour s'ouvrent une série de balconnets.
Les fonts baptismaux centraux sont constitués d'une vasque octogonale en marbre rouge, datant de 1527. Elle est couronnée d'une statue dorée du Christ ressuscité.
Un crucifix du Trecento, donation d'une confrérie en 1697, surplombe l'autel faisant face à l'entrée. Sur les côtés, deux autels, l'un sur gauche avec une Vierge de douleur attribuée à Giacomo Bertesi, et l'autre sur la droite, dédié à saint Blaise (commandé par la confrérie des citoyens cardeurs de laine  entre 1592 et 1599).
Deux statues en bois représentant les saints Filippo Neri et Jean-Baptiste œuvres de Giovanni Bertesi ainsi que d'autres statues et restes d'époque médiévale complètent le patrimoine.

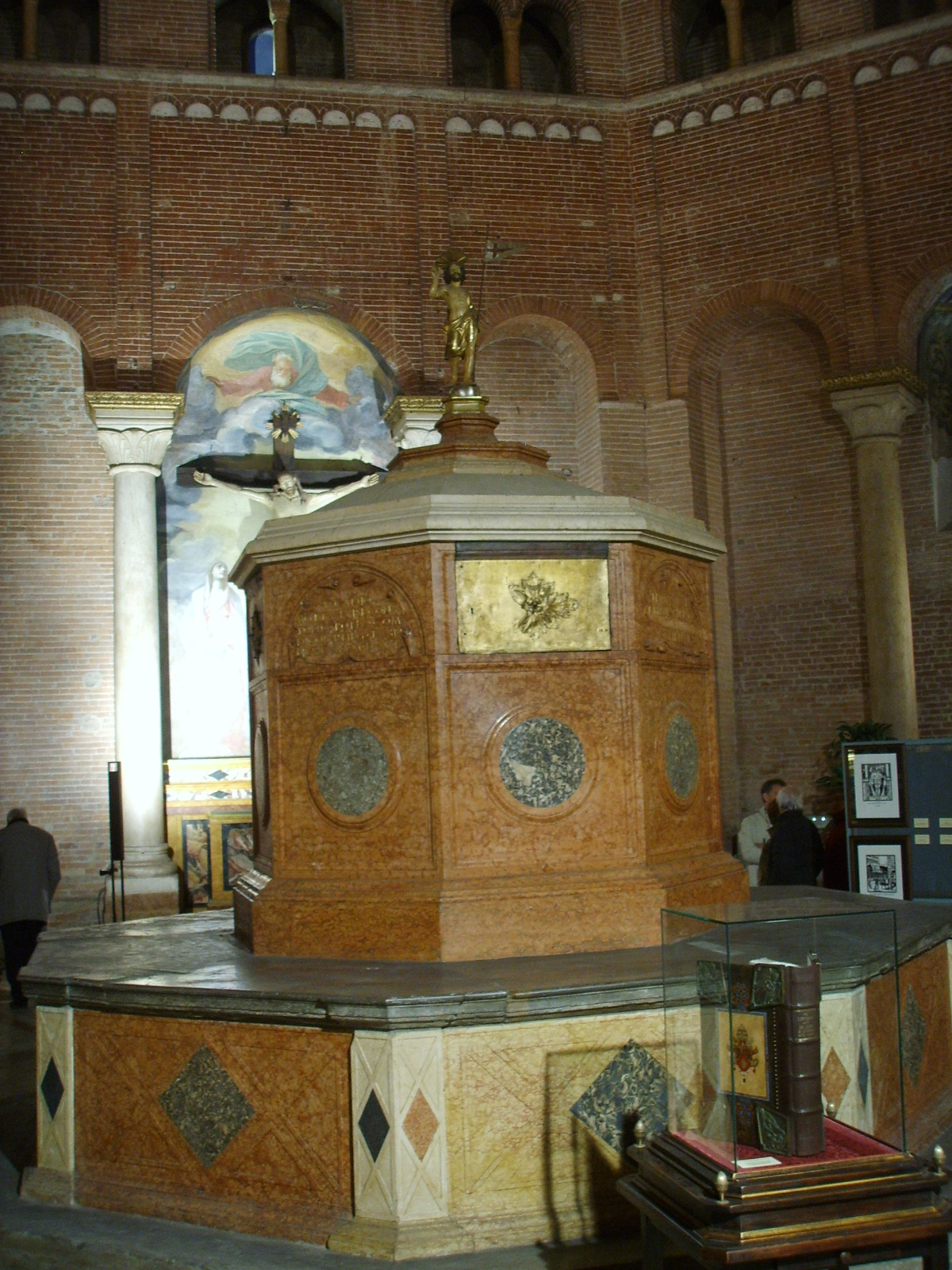
Les fonts baptismaux.
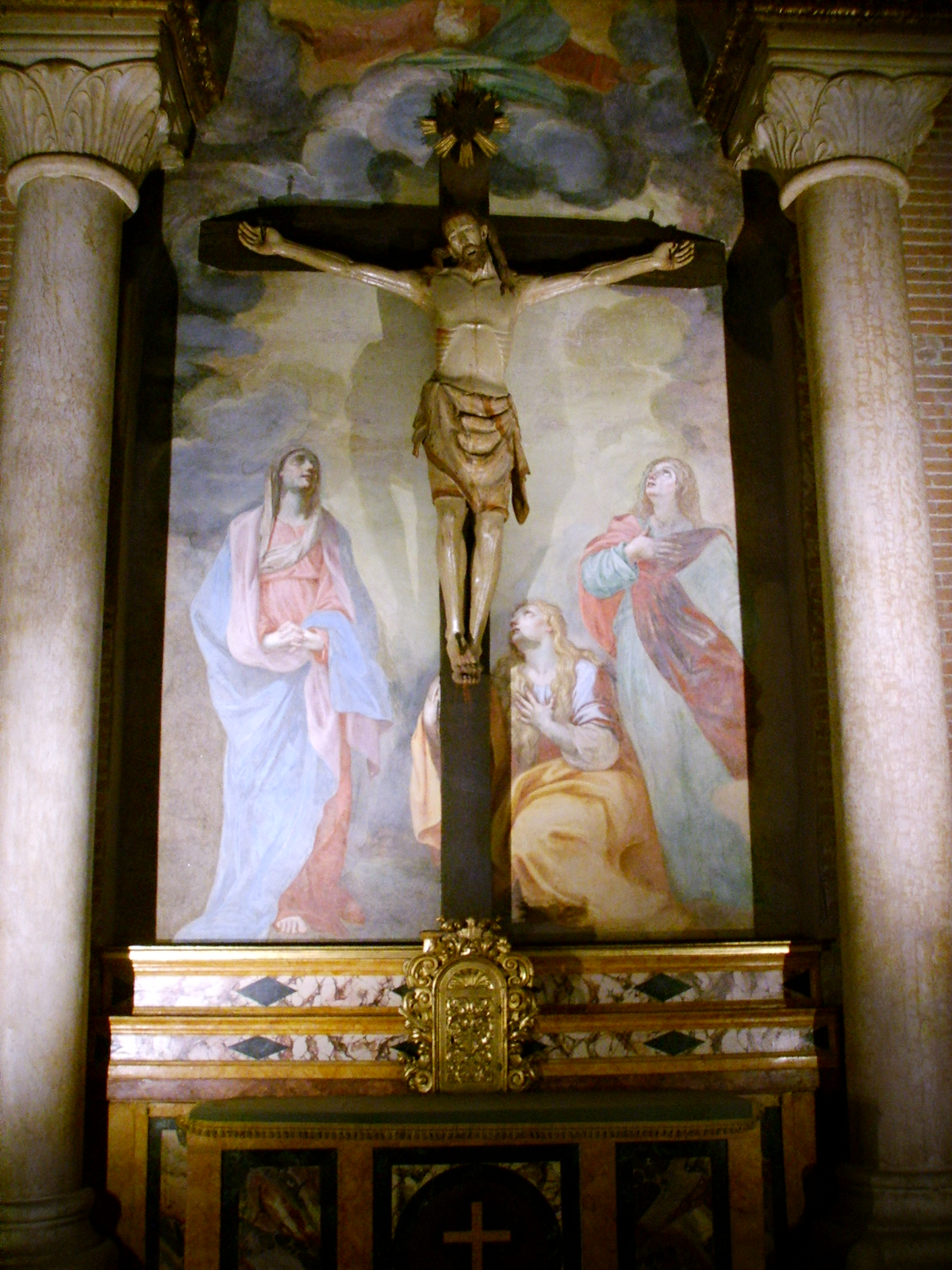
Autel du Crucifix.
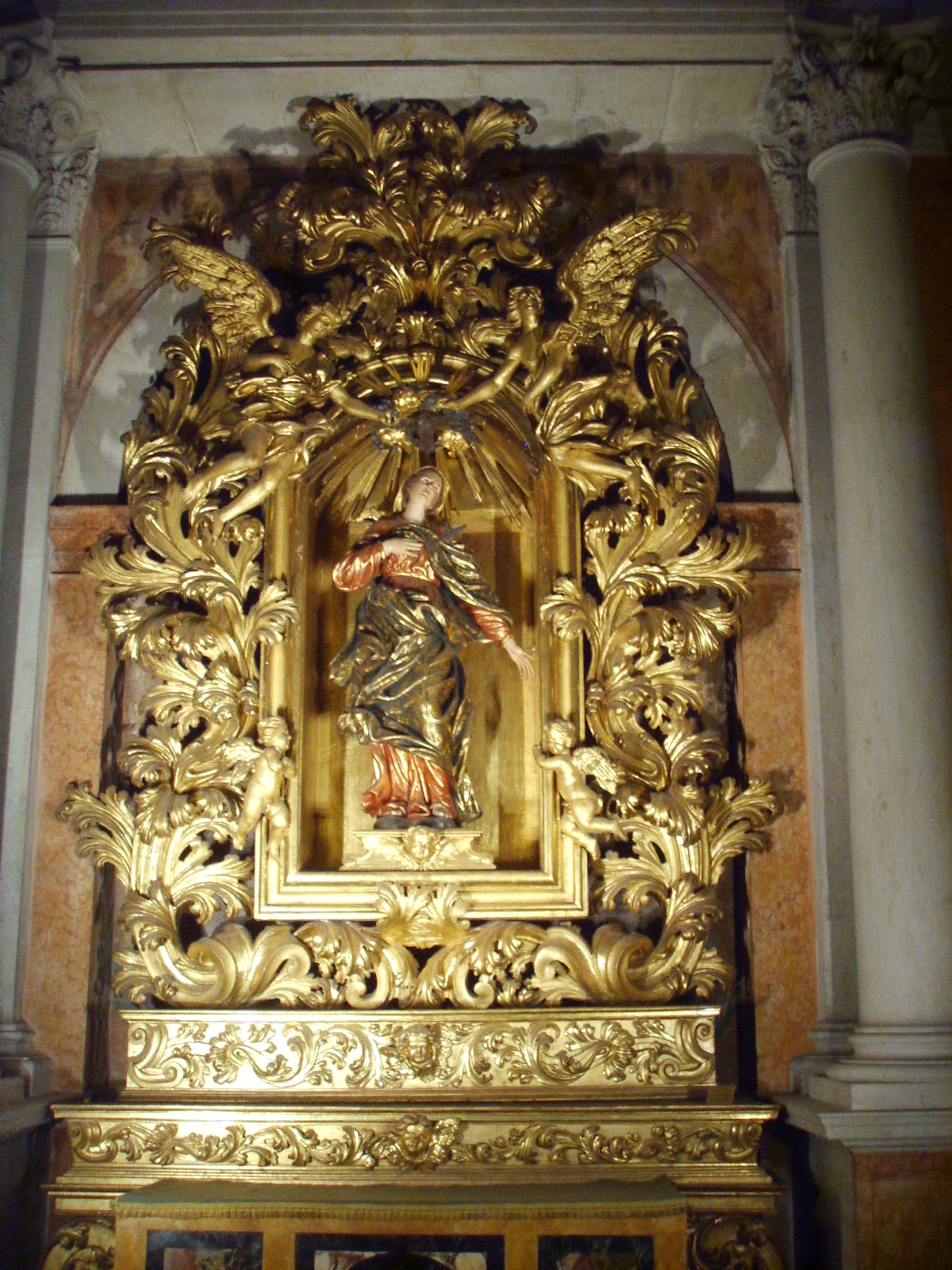
Autel de la Vierge douloureuse.
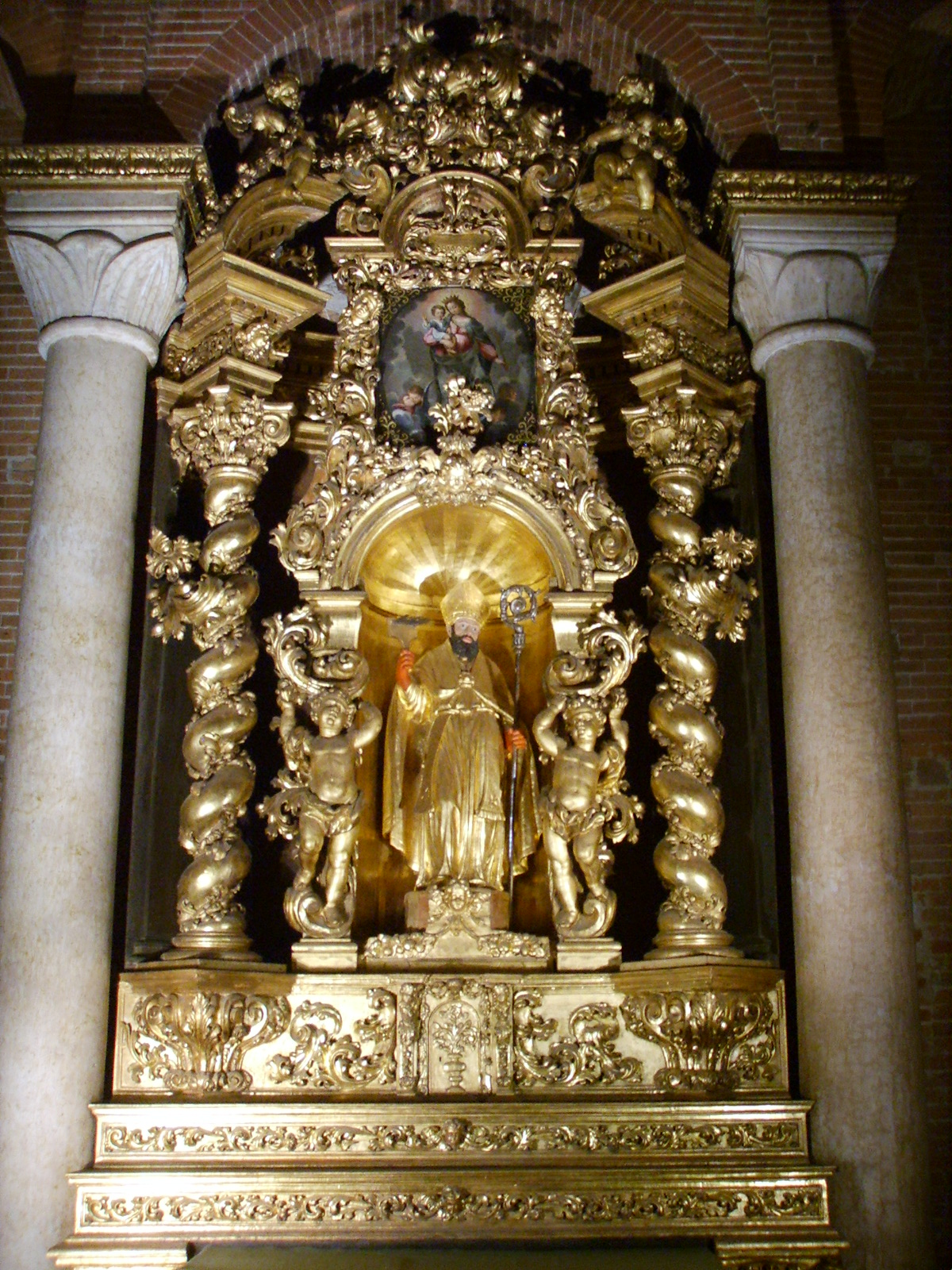
Autel saint Blaise.

## Sources
- (it) Cet article est partiellement ou en totalité issu de l’article de Wikipédia en italien intitulé « Battistero di Cremona » (voir la liste des auteurs).